# Deésy Alfréd
Deésy Alfréd, Kämpf (Dés, 1877. szeptember 22. – Budapest, 1961. július 18.) magyar színész és filmrendező. 77 játékfilmet rendezett 1916 és 1947 között és 28 filmben játszott 1913 és 1960 között.

## Életpályája
Daltársulatokban játszott 1890 és 1895 között. Színészként 1895-ben Kolozsváron, 1896-ban Lőcsén, 1896 és 1897 között Debrecenben, 1897 és 1898 között pedig Szombathelyen és Székesfehérváron szerepelt. 1898 és 1910 között Szegeden, Nagyváradon, Debrecenben, a Népszínház-Vígoperában és a Városligeti Színkörben lépett fel. Juhász Gyula verseire írta 1909-ben az Atalanta című operettjét, amelyet Nagyváradon mutattak be. 1910-ben szerződött Debrecenbe, s itt nyitotta meg 1911-ben az Apolló filmszínházat, amelynek igazgatója lett. Első filmszerepe az 1913-ban készült Táncos Mari című némafilmben volt, első rendezése az 1915-ben készült Csak semmi botrányt! című film volt. 1916-ban egyik alapítója a Star filmgyárnak, ahol főrendező lett. Saját vállalkozást indított 1920-ban, de ez rövid idő alatt csődbe ment. Az Orion filmgyárban rendezett, majd 1926-tól 1931-ig Bécsben dolgozott. 1931-ben visszatért Budapestre. 1945 után csak kisebb szerepeket játszott filmekben.

## Színpadi szerepei
- Shakespeare: Rómeó és Júlia....Rómeó
- Alexandre Dumas: A kaméliás hölgy....Armand
- Rostand: Cyrano de Bergerac....Christian
- Madách Imre: Az ember tragédiája....Ádám
- Huszka Jenő: Bob herceg....Udvarmester

### Operettje
- Atalanta (1909)

## Filmjei

### Rendezőként
| - Csak semmi botrányt! (1915) - A könnyelmű asszony (1916) - Radmirov Katalin (1917) - Raszkolnikow (1917) - Siófoki történet (1917) - A hadikölcsön (1917) - A kis gézengúz (1917) - A nagyúr (1917) - A régiséggyüjtő (1917) - A Tryton (1917) - A Tűz (1917) - Az estélyi ruha (1917) - Az ezresbankó (1917) - Az üzlettárs (1917) - Leoni Leo (1917) - Mici-Maca (1917) - Nászdal (1917) - Aphrodite (1918) - A Végrendelet (1918) - Casanova (1918) - Fejedelmi nap (1918) - Júlia (1918) - Küzdelem a létért (1918) - Midas király (1918) - Sehonnai (1918) - Tavaszi vihar (1918) - Az élet királya (1918) - A csábító (1918) - Álarcosbál (1918) - A lavina (1918) - A léleklátó sugár (1918) - A nővérek (1918) - A leányasszony (1919) - A becstelen (1919) - A betörő (1919) - A Falusi kislány Pesten (1919) - Ámor (1919) - A Szív tévedései (1919) - Éva (1919) | - Halcyone (1919) - Isten hozzád, szerelem! (1919) - Ki a győztes? (1919) - A Halál után (1920) - A szürkeruhás hölgy (1920) - Diána (1920) - Egy az eggyel (1920) - Mackó úr kalandjai (1920) - Újjászületés (1920) - Lilike kalandjai (1921) - Náni (1921) - Péntek este (1921) - Bolond Istók (1921) - A gyerekasszony (1921) - A Balaton leánya (1921) - Székelyvér (1922) - Petőfi (1922) - Öfensége inkognitóban (1922) - Lúdas Matyi (1922) - Komédiás szívek (1922) - Ha megfújják a trombitát (1922) - A Két és fél jómadár (1923) - Pesti csibészek Párizsban (1924) - Mr. Shenki (1924) - János vitéz (1924) - A kutyamosó (1924) - A Hollandi szív (1924) - Páter Sebastian (1926) - Der Abtrünnige (1927) - Sacco und Vanzetti (1927) - A fekete autó (1931) - Nem élhetek muzsikaszó nélkül (1935) - A cigány (1941) - Tata (1942) - Üzenet a Volgapartról (1942) - Futóhomok (1943) - Jobb lesz holnap (1946) - Fél pár gyűrött kesztyű (1947) |

### Színészként
| - Táncos Mari (1913) - Rablélek (1913) - Az attak (1914) - Az aranyhajú szfinx (1914) - A népfölkelő (1914) - Az ezüst kecske (1916) ... A miniszter - Monna Vanna (1916) - János vitéz (1916) - A magyar föld ereje (1916) - A karthausi (1916) - Raszkolnikov (1917) - Casanova (1918) - A gyerekasszony (1921) - Te vagy a dal (1940) - Könnyű múzsa (1947) | - Beszterce ostroma (1948) - Mágnás Miska (1949) - Úri muri (1950) - Becsület és dicsőség (1951) - Semmelweis (1952) - Liliomfi (1954) - Dani (1957) - Csempészek (1958) - A harangok Rómába mentek (1958) - Micsoda éjszaka! (1958) - Szegény gazdagok (1959) - Alázatosan jelentem (1960) - Légy jó mindhalálig (1960) - A Noszty fiú esete Tóth Marival (1960) |

### Forgatókönyvíróként
- Nem élhetek muzsikaszó nélkül (1935)
- Te vagy a dal (1940)
- Üzenet a Volgapartról (1942)
- Egy pofon, egy csók (1944)

## Memoárja
- Porondon, deszkán, mozivásznon (S. a. r.: Kőháti Zsolt; Magyar Filmintézet – Országos Színháztörténeti Múzeum és Intézet, Budapest, 1992)

## Díjai, elismerései
- Érdemes művész (1958)